# Lycée franco-péruvien
 (mai 2016).
Si vous disposez d'ouvrages ou d'articles de référence ou si vous connaissez des sites web de qualité traitant du thème abordé ici, merci de compléter l'article en donnant les références utiles à sa vérifiabilité et en les liant à la section « Notes et références ».
Le lycée franco-péruvien est un lycée français à l'étranger fondé en 1950 et situé à Lima, Pérou. Il fait partie du réseau des établissements homologués par le ministère français de l'Éducation nationale et conventionnés avec l'Agence pour l'enseignement français à l'étranger (AEFE).

## Histoire
L’école est fondée en 1950 par un groupe multiculturel ayant comme finalité de créer une structure française d'éducation moderne qui n'existait pas à cette époque. Située, dans un premier temps, à Miraflores, elle s'installe à partir de 1960 à Monterrico. C'est André Malraux, alors ministre d'État du général de Gaulle, qui a posé la première pierre de l'édifice, le 30 août 1959. À partir de cette date, le lycée franco-péruvien a reçu la visite de plusieurs ministres et personnalités françaises et péruviennes parmi lesquelles le président français Charles de Gaulle le 27 septembre 1964 lors de sa visite au Pérou. 
Le lycée franco-péruvien est un lycée expérimental selon la Resolucion Ministerial no 0006 95 ED du ministère de l'Éducation péruvien, qui autorise le lycée comme établissement privé à suivre le programme d'éducation en français tout en respectant les cours de littérature, langue et éducation civique qui doivent être en espagnol, ce qui donne la possibilité aux élèves de finir leurs études en « Quinto de Secundaria » (équivalent à la seconde du système éducatif français). Le lycée présente ses élèves au baccalauréat français avec les établissements français du « cône Sud » dont font partie le Pérou, le Chili, le Brésil, la Bolivie, l'Argentine, l'Uruguay et le Paraguay.

## Fonctionnement général
La direction de l'établissement est assurée par le proviseur, son adjoint, le directeur administratif et financier (DAF) et le directeur du primaire, tous quatre détachés de l'Éducation nationale et recrutés et payés par la France, comme une partie des enseignants.
Le lycée est géré financièrement par l’Asociación Civil Franco Peruano, association à but non lucratif fondée en 1989. Son conseil d'administration est composé de neuf membres, dont deux parents d'élèves élus annuellement. L’Asociación Civil Franco Peruano était propriétaire du terrain et des locaux[réf. nécessaire]. Mais en 1987, le terrain et les locaux sont rétrocédés à la République française par crainte de nationalisation.
Établissement de droit privé péruvien, le lycée franco-péruvien, d'une part, est reconnu par le ministère péruvien de l’Éducation comme un établissement expérimental biculturel et bilingue et, d'autre part, fait partie du réseau d'enseignement français à l'étranger.

## Fonctionnement pédagogique
Niveaux d'enseignements homologués
- École maternelle  : à partir de 3 ans
- École élémentaire : du CP au CM2
- Collège : de la 6e à la 3e
- Lycée  : de la seconde à la Terminale L / ES / S

Année scolairede février à décembre (rythme de l'hémisphère sud)
La France détache des professeurs et du personnel administratif de l'Éducation nationale. Elle attribue chaque année des subventions pour la formation continue des personnels. Actuellement, le lycée compte des professeurs détachés expatriés et des professeurs détachés résidents.
Le lycée franco-péruvien reçoit des élèves de toute nationalité qui souhaitent que leurs enfants obtiennent une éducation française. Cela signifie que ce choix s'appuie dans le dialogue permanent entre la culture française et la culture péruvienne avec pour objectif de donner à l'enfant une formation biculturelle et globale.
Le décret 93-1084 du 13 septembre 1993 du ministre de l'Éducation nationale énonce les conditions requises pour l'homologation d'un établissement scolaire implanté à l'étranger : il doit être ouvert aux enfants de nationalité française résidant hors de France, auxquels il dispense un enseignement conforme aux programmes, aux objectifs pédagogiques et aux règles d'organisation applicables en France aux établissements de l'enseignement public ; il doit aussi préparer les élèves aux examens et diplômes auxquels préparent ces mêmes établissements publics.
L'Inspection générale du ministère de l'Éducation nationale visite régulièrement les établissements et sanctionne la conformité à ces critères pour les différents niveaux d'enseignement. Pour chaque niveau homologué, la scolarité accomplie par les élèves est assimilée à celle effectuée en France dans un établissement d'enseignement public ; les décisions relatives à la scolarité des élèves, notamment en matière d'orientation, s'appliquent dans les établissements d'enseignement publics, ou privés sous contrat, de France et dans les autres établissements scolaires français à l'étranger.

## Mission
Le lycée franco-péruvien répond aux grandes orientations définies par le ministère de l'Éducation nationale et l'AEFE, à savoir :
- mise en œuvre d'une pédagogie attachée à la réussite de tous;
- renforcer l'ouverture à la langue du pays d'accueil, tout en donnant une place significative à l'anglais;
- mieux prendre en compte dans les programmes, la nécessaire ouverture au pays d'accueil;
- développer une politique d'accueil des élèves étrangers.

Le lycée franco-péruvien présente cette originalité de regrouper dans les mêmes lieux quatre unités pédagogiques complémentaires : une École maternelle, une école élémentaire, un collège et un lycée d'enseignement général.
Cette diversité permet de choisir l'orientation la mieux adaptée aux possibilités des élèves. Ces derniers peuvent préparer un des trois baccalauréats français (littérature, sciences économiques et sociales, scientifique) dans les mêmes conditions qu'en France et obtenir l'équivalence de leurs études au Pérou.
Le succès de cet établissement provient de cinq particularités qui constituent autant de points forts :
- Bivalence de ses cursus.
- Possibilité d'apprentissage de trois langues de communication : français, espagnol, anglais.
- Volonté de moderniser constamment les méthodes et les moyens pédagogiques utilisés (Informatique, vidéo, matériel didactique adapté).
- Enseignement dispensé par des enseignants qualifiés, compétents et dévoués continuellement suivis et formés.
- Lieu de rencontre et de vie pour des jeunes d'âge, de nationalité, de langue et de cultures différents.